# ホテル・ビクトリア (トロント)
ホテル・ビクトリア (Hotel Victoria) は、カナダのオンタリオ州トロントにある歴史的なブティックホテル。1909年にホテル・モソップ (Hotel Mossop) として開業し、1904年のトロント大火の後に建設された耐火建築として注目された。トロント市によって 歴史的建造物 (Heritage Building) に指定されている。

## トロント大火と当初の建設

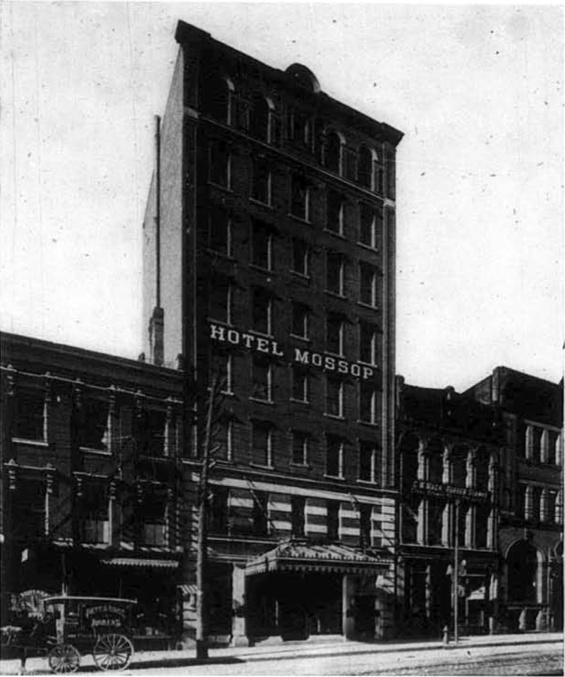
ホテル・モソップ、1909年。

ホテル・ビクトリアは、トロントの中心市街地で100軒以上の建物を焼失させ、5億1千万ドル以上の損害を出した、1904年のトロント大火を受けて、建設された。
大火後の1906年、ホテル従業員の経験があったフレデリック・モソップ (Frederick Mossop) が、ホテルを建てることを目論んで、ヤング・ストリート56番地の敷地を購入した。モソップは、カナダ人の建築家J・P・ハインズ (J.P. Hynes) を雇い、当初から完全な耐火建築となるように建物を設計させた。3年間をかけて計画と建設が進められ、48室を備えた8階建のホテルが、25万ドルの建設費で竣工した。
完成したホテルに、モソップは自分の名を付け、1909年にホテル・モソップ (Hotel Mossop) が開業した。

## 建設と建築

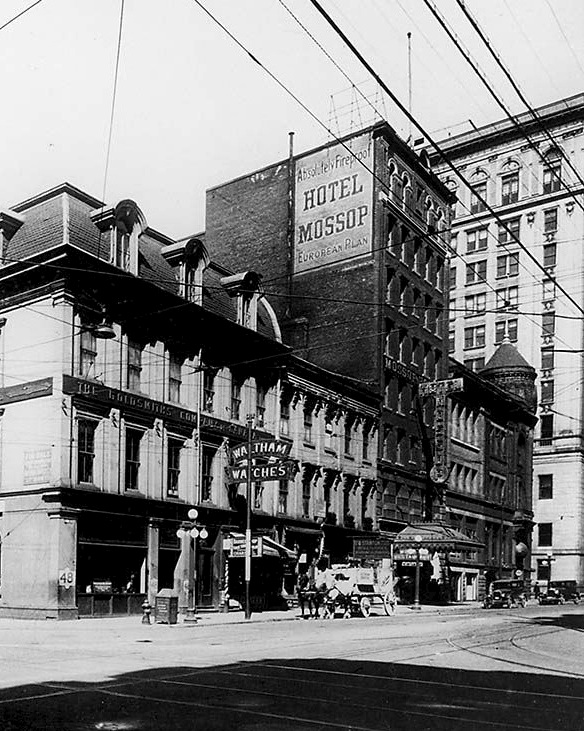
ホテル・モソップ、1927年。

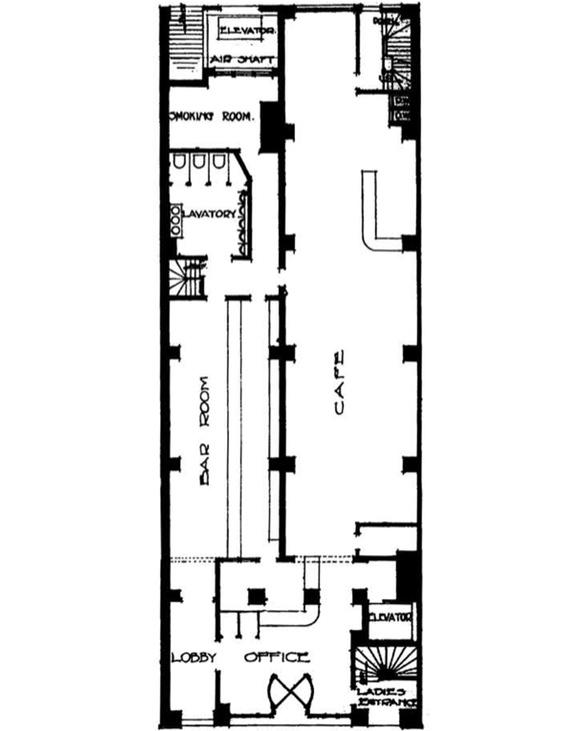
ホテル・モソップ、1階部分の平面図、1909年。

このホテルは、耐火建築であることに加え、効率的な敷地計画、カナダ人による設計と国産資材の使用によって知られていた。

### 耐火建築
権威ある建築雑誌『Construction』は、ホテル・モソップを「カナダ自治領における最も徹底的に建設された耐火建築のひとつ (one of the most thoroughly constructed fireproof buildings in the Dominion)」だとし、その建設におけるユニークな特徴をいくつも挙げている。
（ホテル・モソップは）基盤岩にまで達する18枚のコンクリート壁の上に建っており、こうした基礎工事はトロントでは初めて行われたものであった。鋼鉄の骨組みは、不燃性の素材で完全に保護されており、階段は鉄とスレートでできており、エレベーターは最も望ましい形で組まれ、扉や窓はすべて金属か、金属製のサッシで支えられた重い耐火ガラスでできていた。

### 敷地計画
ハインズが直面した中でも「最も難しい問題」だったのは、幅わずか40フィート（12メートル）、奥行き112フィート（34メートル）という「極端に狭い敷地にどうホテルを建てるか」ということであった。この決定的な制約にもかかわらず、『Construction』誌の記事は、「内装設計全体を通して...混み合った感じはいささかも...ない」とし、その空間が「有効に活用されており、各部屋には...余裕が（ある）」と述べた。

### カナダ人による設計と国産資材
さらに、「設計と用いられた資材」という点で、ホテル・モソップは「概ねカナダの製品 (mainly a Canadian product)」であった。ハインズは後に、1926年にカナダ建築協会 (Architecture Canada) の会長にまでなった人物であり、このホテルの建築の外装は「ごてごてした装飾的な細部」によらず、単純な直線から構成された「喜ばしい表現 (pleasing expression)」だと賞賛された。
ファサードは、2階部分までは、赤い押し型煉瓦に橋脚状の切石と帯状の装飾が施され、最上階にはアーチ型の開口部を設けることで、堅く厳しい印象になりがちな窓の処理を、巧みに和らげている。

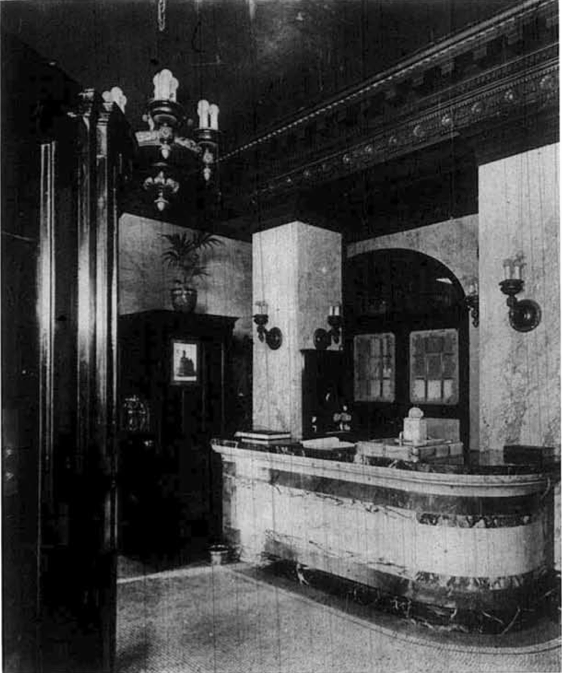
ホテル・モソップのロビー、1909年。
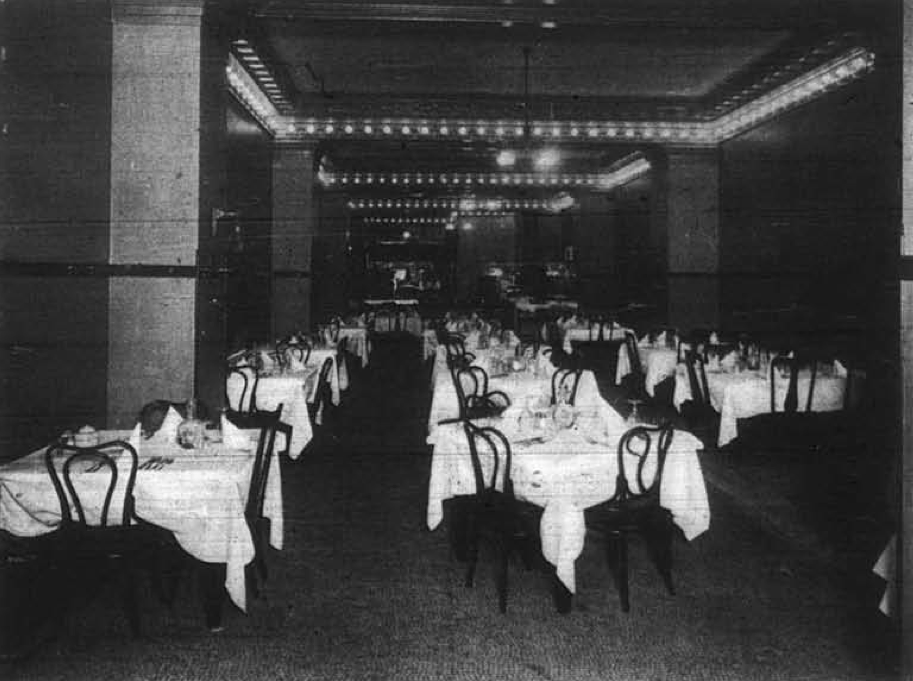
レストラン「ザ・グリル・ルーム」、1909年。
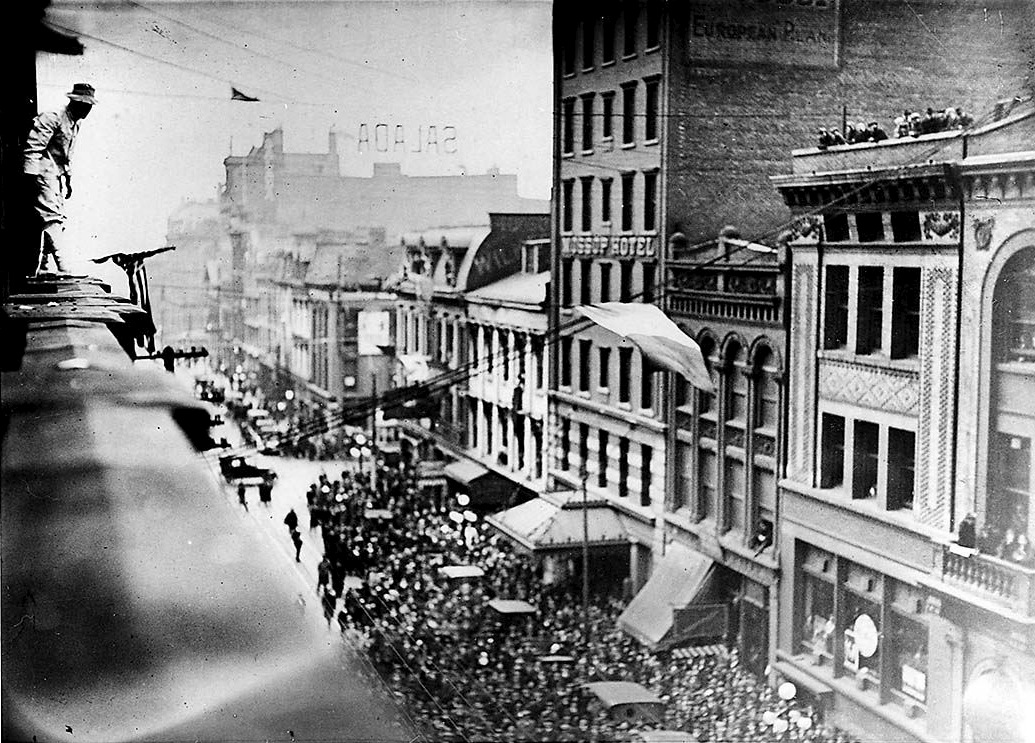
ホテル・モソップの前に集まった群衆に、芸を見せる「ハエ男 (Human Fly)」。
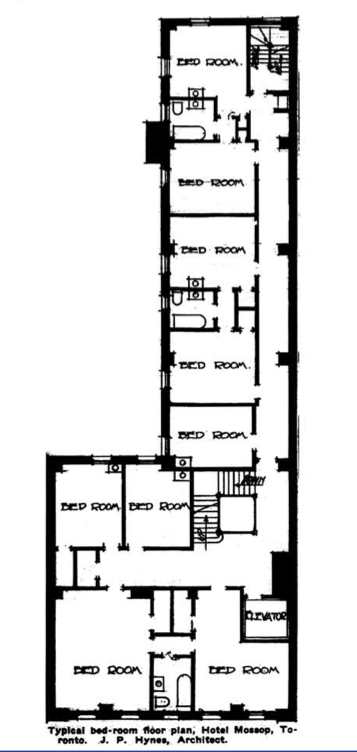
典型的な客室階の平面図、1909年。

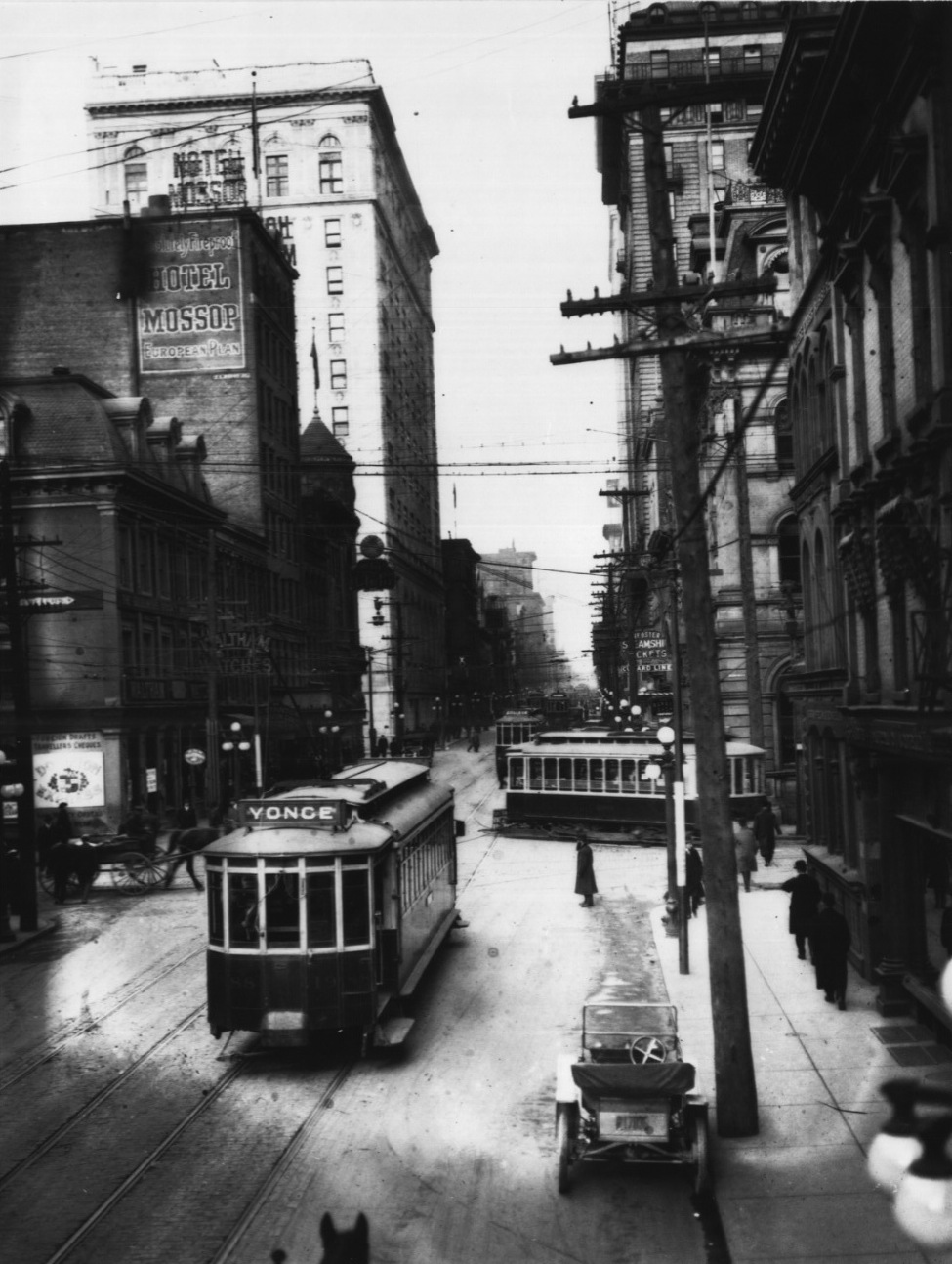
ホテル・モソップ（左手中程）、1919年。

## 建設当時の労働環境
ホテル・モソップは、カナダにおいて建設事業が大々的に膨れ上がっていった時期に建設された。当時は、多くの建築業関連の仕事において伝統的な職人芸が根本的に変質し、労働者はしばしば極端なまでに安全性を欠いた状態で働くことを強いられていた。ホテル・モソップの建設に当たった労働者たちの多くも同様の状態にあった。労働組合に敵対的だったカナダ・ファウンドリー・コーポレーション (Canada Foundry Corporation) は、重い鉄材による建設作業を担当したが、その指揮下にあった労働者たちは、かなり大きな危険に晒されていた。その様子は、この事業に鉄骨組立工として関わった労働者のひとりによって、次のような詩に書き残されている。
俺たちは、今日ここの仕事で、とんでもない災難にあった

連中がやらかして、梁が外れ

俺の足の上に落ち、脚は膨れ上がった

ああ、すばしっこくなきゃいけないぜ、フレッド・モソップのホテルでは

毎日が過ぎていくが、いろいろ楽しいこともある

ここで監督するトミー・ウェルズは、俺たちを働かせ続ける

馬車馬のホワイト・コバーンは「タフ」の鐘を突いて遊んでる

ああ、いろいろ楽しいこともあるぜ、ここモソップのホテルには

We had quite a mishap on our job here today,

The gang went to roll a beam out of the way,

It came over on my foot, which started to swell,

Oh, you’ve got to be spry on Fred Mossop’s Hotel.

Each day as it passes, we have all sorts of fun,

Tommy Wells is our superintendent here and keeps us on the run,

White Coburn, the cart horse pokes fun at ‘Taff’ Bell,

Oh there’s lots of good sport here on the Mossop’s Hotel.

## 改修とリノベーション

### ホテル・ビクトリアへの改称と最初の改修

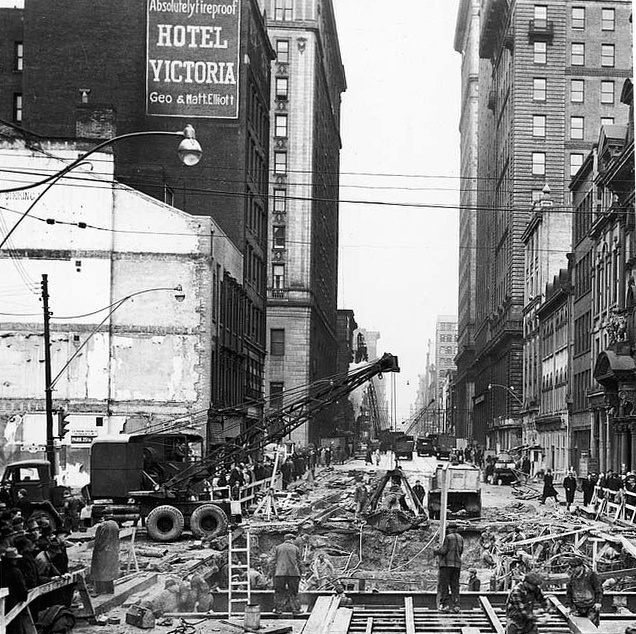
ホテル・ビクトリアとヤング・ストリートの地下鉄建設現場。

開業以来、ホテル・モソップは、長年の間、利益を上げ続け、有名なカナダの実業界の大物エドワード・プランケット・テイラーから相当額の投資を受けていた。ホテル・モソップは地域社会の重要な部分となっており、1918年にスペインかぜが大流行し、病院が患者たちを収容しきれなくなったときには、緊急の病院として使用され、これに対しトロント市当局から賞賛された。
1920年代になると、ホテル・モソップは財政上の困難に直面するようになった。この状況は、オンタリオ禁酒法によって、当地でビール醸造所の株式を保有していたテイラーがホテル営業の免許を保持することができなくなるなど、飲酒に対する法的規制によって状況は一層悪化することになった。その結果、1927年にはホテルは休業に追い込まれ、ジョージとマシューのエリオット兄弟 (brothers George and Matthew Elliot) に売却された。相当な金額をかけて全面的に改修され、リノベーションがおこなわれたホテルを、エリオット兄弟は「ホテル・ビクトリア」として再開した。
以降、ホテルの経営状況は改善し、第二次世界大戦が勃発すると、トロントを席巻した愛国的感情にホテル・ビクトリアも加わって、戦費調達に協力する「チャーチル・クラブ (Churchill Club)」を設立した。戦後は、帰還した兵士の多くがホテル・ビクトリアを訪れ、このホテルはトロントでも最もよく知られたランドマークのひとつとなった。

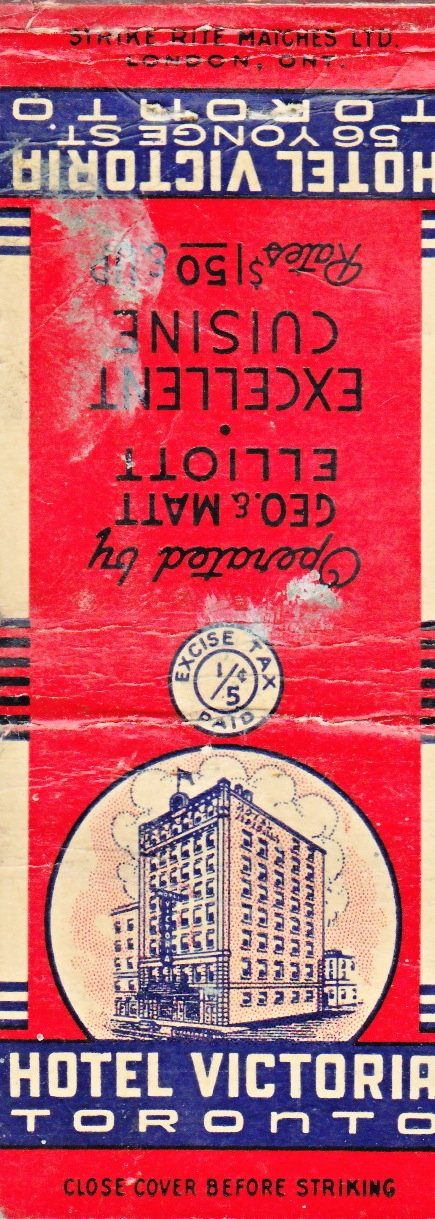
ホテル・ビクトリアの宣伝用マッチブック。

### 1970年代の改修
1950年代から1960年代にかけて、大きな規模での改修はおこなわれず、ホテル・ビクトリアの収益性は徐々に損なわれ、挙句には「葉巻を咥えた山師たち、夜の女たち、ビール好きのベイ・ストリート (Bay Street) の株式仲買人たち」が集う場所として知られるに至った。1960年代末には、ホテルが負っていた負債も相当な金額に上っていた。
1971年、地元の不動産開発業者ポール・フェラン (Paul Phelan) がこの負債を引き受け、1万ドルでホテルを買収した。フェランは200万ドル以上を投じてリノベーションをおこない、「ニューヨークやヨーロッパで再興されつつあった類のブティックホテル (a boutique hotel of the kind that had been undergoing a resurgence in New York and Europe)」を作り上げた。フェランは自らリノベーションの細部にまで関わり、「壁に掲げるヴィクトリア朝の印刷物をロンドンで買い集め、2階のバーを帆船愛好家のための空間にし、ケン・キャメロン (Ken Cameron) にロビーの暖炉の上を飾る油彩画を発注した」。その結果、1970年代から1980年代の前半にかけて、ホテルは再び利益を上げるようになった。

### 1980年代の改修
1984年9月、新たに制定された当地の防火条例によって、ホテルは新しい機械や安全装置類の導入が必要になったが、これを機に、フェランは不動産開発業者のチャールズ・ゴールドスミス (Charles Goldsmith) に250万ドルでホテルを売却した。
ゴールドスミスは、さらに250万ドルをかけてリノベーションをおこない、1年以上かかった工事を経て、1階正面の煉瓦壁をすべて撤去して構造的な鋼鉄とガラスのパネルに置き換え、ロビーに「アトリウム効果 (atrium effect)」をもたらすなどした。もともとあった大理石の壁や柱は修復され、もともとあった漆喰による天井のコーニス状の装飾は、職人が蝋で型を取って正確に形を複製して修理した。
ホテルは1986年3月に再開業し、高級ブティックホテルとして、1980年代から1990年代を通して成功を収めた。

### 1997年以降
1997年、ホテル・ビクトリアはシルバー・ホテル・グループ (Silver Hotel Group) によって買収された。2011年、ホテルのロビーや客室は全面的にリノベーションされた。開業当初からの大理石の柱や頂部の装飾的な繰形（モールディング）などは保存された。
2013年、ホテルの所有者は、階層をさらに8階分積み増して、高さを倍増させる増築の申請を市当局に提出した。ホテルは、2017年6月にクワドリアル・プロパティ・グループ (QuadReal Property Group) に売却され、同社はブロック全体を再開発するマスタープランを立てた。シルバー・ホテル・グループは、引き続きこの物件のホテルとしての運営を続けている。
クワドリアルの計画では、ヤング・ストリート、ベイ・ストリート、ウェリントン・ストリート (Wellington Street)、アデレード・ストリート (Adelaide Street) で囲まれたブロック全体を解体ないし再開発しようとするものである。この計画は、ヤング・ストリートに面した全ての建物を撤去し、ホテルのファサードだけを残すとしている。ホテルの玄関は、再開発された複合施設全体の入口として再利用される。複合施設の高層棟は64階建となる。複合施設の大部分はオフィス空間となるが、3階から8階までの一部は、ホテルとして利用される可能性がある。